# Karol-Ann Canuel
Pour les articles homonymes, voir Canuel.
Karol-Ann Canuel, née le 18 avril 1988 à Amos en Abitibi-Témiscamingue est une coureuse cycliste canadienne, professionnelle de 2007 à 2021. Bonne grimpeuse et coureuse de contre-la-montre, elle a notamment remporté trois titres de championne du monde du contre-la-montre par équipes avec deux formations différentes. Elle s'est aussi adjugée les titres de championne du Canada sur route en 2019 et du contre-la-montre en 2015 et 2017.

## Biographie

### Débuts
Karol-Ann Canuel commence le cyclisme à l'âge de 11 ans, dans le club cycliste d'Amos.
En 2006, elle remporte le championnat du Canada sur route junior. Elle termine également cinquième du championnats du monde sur route juniors qui se déroule sur le circuit de Spa-Francorchamps.
Elle suit des études d'infirmières à l'Université du Québec en Outaouais.
De 2007 à 2009, elle fait partie de l'équipe Specialized - Menikini, qui devient Specialized Carrefour Multisport GSD Gestion en 2008 puis Specialized Mazda Samson en 2009.

### Vienne Futuroscope

#### 2010
En 2010, Canuel rejoint l'équipe Vienne Futuroscope.

#### 2011
En 2011, Karol-Ann Canuel reste dans l'équipe Vienne Futuroscope. Son programme de courses est plus chargé que l'année précédente avec huit épreuves de coupe du monde.
En mai, elle est septième du sprint du Grand Prix Cycliste de Gatineau qui a lieu près de chez elle.
En juillet, elle participe au Tour de Bretagne. Dans la première étape, elle est échappée avec quatre autres coureuses, elle est finalement deuxième. Le lendemain, elle occupe la neuvième place du contre-la-montre. Elle termine deuxième du classement général,.

#### 2012
En 2012, elle met quelque peu de côté ses études pour se consacrer au cyclisme. Le camp d'entraînement de l'équipe a lieu au parc d'attraction mi-février. Elle a pour objectif de participer aux manches de Coupes du monde. Elle sait qu'il n'y a réellement qu'une place à pourvoir pour les Jeux olympiques de Londres et ne se fait pas trop d'illusions.
Fin mars, sur la manche de coupe du monde du Trofeo Alfredo Binda-Comune di Cittiglio, elle prend la neuvième place. En avril, elle termine dixième de la Flèche wallonne, épreuve de coupe de monde, qui est jugée au sommet du mur de Huy.
En août, sur la Route de France, elle termine neuvième de l'étape arrivant à la Planche des Belles Filles. Lors de la difficile dernière étape, elle prend la cinquième place, ce qui lui permet d'être neuvième du classement général final. Au Tour de l'Ardèche, elle est sixième de la quatrième étape et septième sur l'étape suivante qui creuse de grands écarts. De nouveau sixième sur la dernière étape, elle finit à la cinquième place du classement général.
Fin septembre, elle prend part aux championnats du monde à Valkenburg avec la sélection canadienne. Elle termine trentième.

#### 2013
En 2013, elle est la leader de l'équipe sur les manches de coupe du monde et les courses par étapes sélectives. Elle a pour objectif de participer aux championnats du monde. Le stage de préparation de l'équipe a lieu au Futuroscope du 10 au 16 février.
Durant la saison, elle participe au Trofeo Alfredo Binda-Comune di Cittiglio et part en échappée dans la première ascension avec Ashleigh Moolman, Jessie Daams et Shara Gillow. Elles se font rattraper par le peloton par la suite. Début avril, elle prend part au Tour des Flandres et y chute. Elle doit abandonner : deux de ses côtes sont cassées et elle doit prendre du repos,.
En mai, sur le Grand-Prix Plumelec, elle s'échappe avec sa coéquipière Emmanuelle Merlot et lui laisse la victoire finale.
La fin du mois d'août et le début du mois de septembre marque un pic de forme pour Karol-Ann en 2013. Au Trophée d'or, lors de la quatrième étape, elle est sixième à 38 secondes de la première Marianne Vos, mais quasiment de sept minutes devant le peloton. Elle est alors sixième du classement général. Elle finit septième le lendemain, une nouvelle fois échappée. Au classement général final, elle termine sixième. Quelques jours plus tard, elle participe au Grand-Prix de Plouay, épreuve de coupe du monde, et y prend l'échappée décisive. Elle termine cinquième de l'épreuve. Elle enchaine sur le Tour de l'Ardèche. Elle prend la dixième place sur la troisième étape, puis gagne la cinquième étape en battant sa compagnon d'échappée Tatiana Antoshina. Elle termine cinquième de la dernière étape, ce qui lui permet de faire troisième du classement général final,,.
Fin septembre, elle prend part aux championnats du monde à Florence et y prend la trente-troisième place.

### Specialized-Lululemon
En 2014, Karol-Ann s'engage avec l'équipe Specialized-Lululemon. Elle a pour objectif court terme le titre national canadien et la participation aux championnats du monde, à moyen termes, elle espère participer aux Jeux olympiques de Rio. Elle espère progresser et s'attend à devoir jouer les équipières plus souvent dans sa nouvelle équipe. Elle doit arriver en Europe en avril et participer au Tour d'Italie.
Dans sa nouvelle équipe, elle participe au camp d'entraînement à Los Osos en Californie. Elle effectue des séances de yoga et des essais en soufflerie chez Specialized. Elle commence bien la saison avec le Tour Valley of Sun, une course en trois étapes à Phoenix. L'équipe remporte les trois courses, Karol-Ann Canuel gagne le 22 février. Fin mars, lors de la course par étape de San Dimas, Karol-Ann Canuel prend la troisième place du contre-la-montre individuelle à dix-sept secondes de la vainqueur, puis gagne le lendemain dans la course en ligne. Cela lui permet de s'imposer au classement général à la fin de la dernière étape,. Ensuite, elle est quatrième du classement final du Redlands Bicycle Classic durant laquelle sa coéquipière Tayler Wiles s'impose.
Elle aide aussi sa coéquipière Evelyn Stevens lors de la Flèche wallonne. Le premier juin, elle chute gravement à la Philadelphia Cycling Classic. Elle perd connaissance, souffre de deux fractures : une à la vertèbre C6 et une autre à la première côte, et a été recousue avec douze points de suture au menton.
L'équipe gagne pour la troisième année consécutive le contre-la-montre par équipe de l'Open de Suède Vårgårda. Elle a une avance de plus d'une minute sur l'équipe Rabobank-Liv qui suit et bat le record de l'épreuve. La composition est la suivante : Chantal Blaak, Lisa Brennauer, Karol-Ann Canuel, Carmen Small, Evelyn Stevens et Trixi Worrack. Aux contre-la-montre par équipes féminin aux championnats du monde, l'équipe qui a essuyé une chute à l'entraînement le samedi, remporte pour la troisième fois d'affilée l'épreuve avec plus d'une minute d'avance sur l'équipe Orica-AIS. Sur l'épreuve individuelle, elle prend la sixième place. Elle est sélectionnée pour les championnats du monde, mais est prise dans la chute massive durant la course.

### Velocio-SRAM (2015)
En 2015, l'équipe change de nom et devient Velocio-SRAM. Au Gracia Orlova, Karol-Ann Canuel s'impose sur la quatrième étape après avoir parcouru les huit derniers kilomètres seule. En juin, elle termine deuxième du Chrono Gatineau et se dit surprise de sa performances sur ce contre-la-montre court. Aux championnats du Canada, Karol-Ann Canuel remporte le contre-la-montre en devançant Jasmin Glaesser de plus d'une minute et Leah Kirchmann de plus de deux minutes. Sur l'épreuve en ligne, elle finit dans le groupe de tête et prend la sixième place au sprint.
Au Tour d'Italie, Karol-Ann Canuel est dans le groupe de leader sur la deuxième étape et termine cinquième. Sur la sixième étape, elle ne parvient pas à suivre les meilleures et accuse quatre minutes de retard à l'arrivée sur la vainqueur d'étape Mayuko Hagiwara. Elle trouve cependant les ressources pour être sixième du contre-la-montre de la septième étape. Elle termine quinzième de la dernière étape qui est une arrivée au sommet et se classe onzième du Tour d'Italie.
Lors du Tour de Thuringe, elle est troisième du contre-la-montre de la troisième étape. Elle aide durant tout la semaine Lisa Brennauer a défendre son maillot de leader. Lors de la dernière étape, l'Allemande, à la différence de la Canadienne, ne parvient pas à suivre les attaques d'Emma Johansson et d'Amanda Spratt. Karol-Ann Canuel suit encore la Suédoise lors de sa dernière accélération puis la bat au sprint. Cette dernière remporte le Tour de Thuringe, Karol-Ann Canuel est deuxième du classement général. En fin de saison, elle devient une nouvelle fois  championne du monde du contre-la-montre par équipes.

### Boels Dolmans (2016)

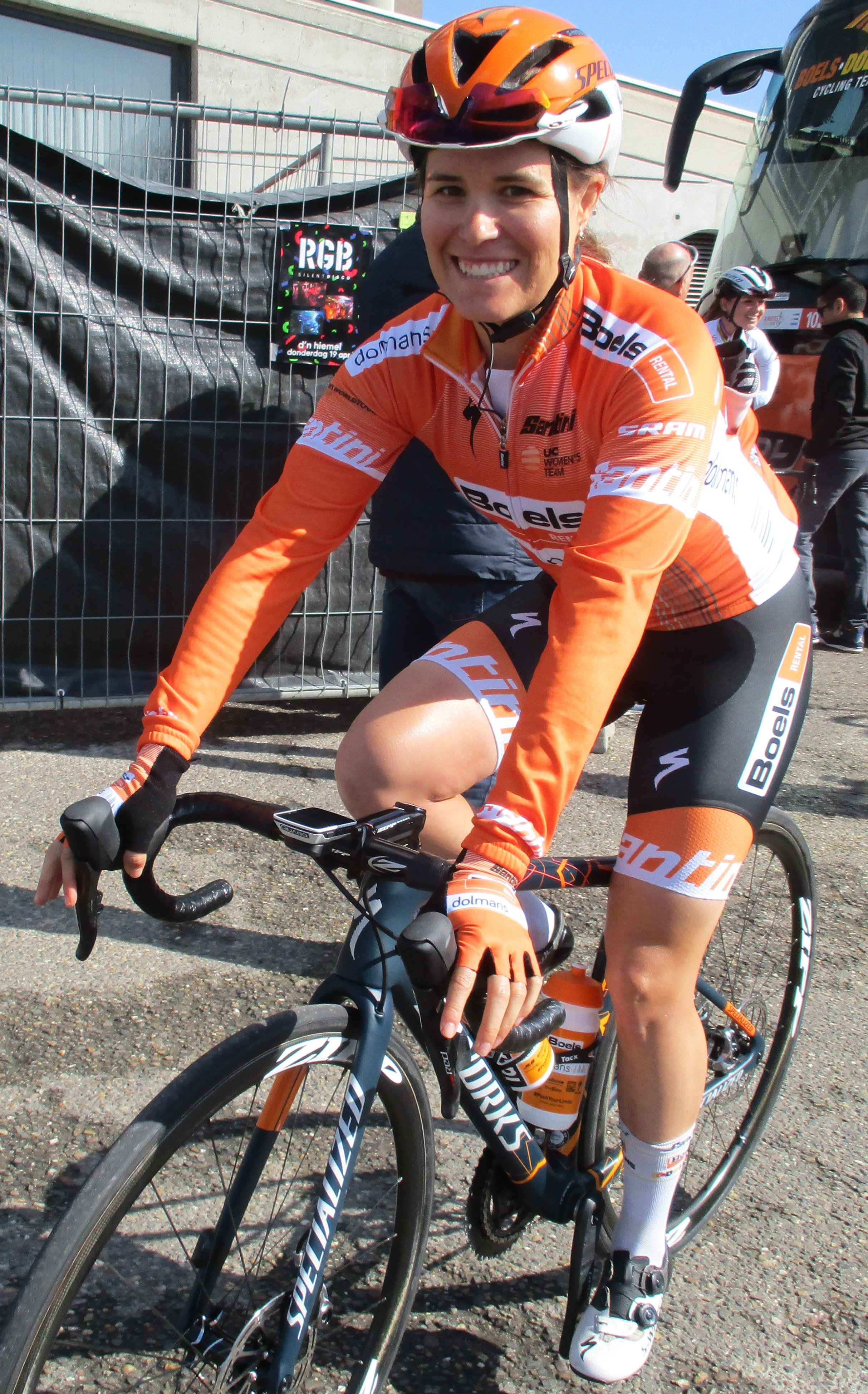
Au départ de l'Amstel Gold Race 2018

### 2017
Karol-Ann Canuel remporte le titre de championne du Canada du contre-la-montre. Sur le Tour d'Italie, la formation remporte le contre-la-montre par équipes inaugural. Karol-Ann Canuel porte le maillot rose,,. Elle le perd cependant le lendemain au profit de sa coéquipière Anna van der Breggen. Elle se classe dixième du contre-la-montre de la cinquième étape puis neuvième de la huitième étape. Elle est huitième du classement général final.
Aux championnats du monde du contre-la-montre par équipes, elle fait partie de la composition de l'équipe Boels Dolmans. L'équipe passe en tête de la côte. Toutefois, elle perd vingt-sept secondes sur la formation Sunweb entre ce point et l'arrivée. L'équipe doit donc se contenter de la médaille d'argent.

### 2018
Au Trofeo Alfredo Binda-Comune di Cittiglio, dans l'avant dernier tour, dans la côte de Casale, Karol-Ann Canuel part en poursuite. Elle rentre sur Elinor Barker, peu après un groupe de dix coureuses autour de Katarzyna Niewiadoma et Elisa Longo Borghini reprend la Canadienne et la Britannique. Tout doit se décider dans la dernière ascension d'Orino. Dans celle-ci, Karol-Ann Canuel attaque mais sans succès. Karol-Ann Canuel se classe finalement huitième,.
Lors de la 1re  étape du Tour de Norvège, elle s'échappe à plus de 20 kilomètres de l'arrivée, seule. Elle parvient à maintenir un petit écart mais le peloton la rattrape à 100 mètres de la ligne d'arrivée.
Aux championnats du monde, elle prend la médaille d'argent sur le contre-la-montre par équipes,,. Elle est ensuite huitième du contre-la-montre individuel,. Sur la course en ligne, elle revient sur le groupe de chasse dans la dernière ascension de la côte d'Igls. Elle se classe sixième,,.

### 2019
Aux championnats du Canada, Karol-Ann Canuel se classe deuxième du contre-la-montre. Sur route, la météo est venteuse et pluvieuse, à huit kilomètres de l'arrivée Karol-Ann Canuel profite d'une ascension pour sortir du groupe des favorites. Elle s'impose en solitaire. À La course by Le Tour de France, Karol-Ann Canuel se montre active, mais l'échappée est reprise.

### 2021
Aux Jeux olympiques de Tokyo, Karol-Ann Canuel a terminé en 16e position de la course sur route. L’épreuve a été remportée par l’Autrichienne Anna Kiesenhofer. Alors qu'elle espérait un top 5 au contre-la-montre individuel, elle a terminé la course en 14e position.
Elle met un terme à sa carrière à l'issue de cette saison.

## Palmarès
| - 2006 - Championne du Canada sur route juniors - 5e du championnat du monde sur route juniors - 2007 - 2e du championnat du Canada du contre-la-montre espoirs - 2008 - 2e du championnat du Canada du contre-la-montre espoirs - 2009 - 3e du championnat du Canada sur route espoirs - 2011 - 2e du Tour de Bretagne - 3e du Grand-Prix Plumelec - 2012 - 9e du Trofeo Alfredo Binda-Comune di Cittiglio (Cdm) - 10e de la Flèche wallonne (Cdm) - 2013 - Boucles Arnacoises - 5e étape du Tour de l'Ardèche - 2e du Grand-Prix Plumelec - 3e du Tour de l'Ardèche - 5e du Grand-Prix de Plouay (Cdm) - 2014 - Championne du monde du contre-la-montre par équipes - San Dimas Stage Race : - Classement général - 1 étape - Contre-la-montre par équipes de Vårgårda (Cdm) - 6e du championnat du monde du contre-la-montre | - 2015 - Championne du monde du contre-la-montre par équipes - Championne du Canada du contre-la-montre - 4e étape de Gracia Orlova - 7e étape du Tour de Thuringe - 2e du Chrono Gatineau - 2e du Tour de Thuringe - 2e du Contre-la-montre par équipes de Vårgårda (Cdm) - 2016 - Championne du monde du contre-la-montre par équipes - Contre-la-montre par équipes de l'Open de Suède Vårgårda - 2e étape du Boels Ladies Tour (contre-la-montre par équipes) - 2e du championnat du Canada du contre-la-montre - 3e du Chrono Gatineau - 2017 - Championne du Canada du contre-la-montre - 1re étape du Tour d'Italie (contre-la-montre par équipes) - Contre-la-montre par équipes de l'Open de Suède Vårgårda - Médaillée d'argent du championnat du monde du contre-la-montre par équipes - 2e du Chrono Gatineau - 2018 - Médaillée d'argent du championnat du monde du contre-la-montre par équipes - 2e du championnat du Canada du contre-la-montre - 2e du Chrono Gatineau - 6e du championnat du monde sur route - 8e du championnat du monde du contre-la-montre - 2019 - Championne du Canada sur route - 2e du championnat du Canada du contre-la-montre |

## Classement UCI
| Année                                 | 2011 | 2012 | 2013 | 2014 | 2015 | 2016 | 2017 | 2018 | 2019 | 2020 | 2021 |
| ------------------------------------- | ---- | ---- | ---- | ---- | ---- | ---- | ---- | ---- | ---- | ---- | ---- |
| Classement UCI                        | 64e  | 116e | 51e  | 82e  | 30e  | 66e  | 55e  | 47e  | 105e | 145e | 137e |
| UCI World Tour                        |      |      |      |      |      | 54e  | 44e  | 65e  | 59e  | 64e  | nc   |
|                                       |      |      |      |      |      |      |      |      |      |      |      |
| Légende : nc = non classéSource : UCI |      |      |      |      |      |      |      |      |      |      |      |